# Bijan Azadian
Bijan Azadian (* 1977 in Berlin) ist ein deutscher Pianist, Komponist, Autor, Arrangeur und musikalischer Leiter.

## Leben
Azadian studierte ab 1999 an der Hochschule der Künste in Berlin. Seit 2007 ist er Lehrbeauftragter an der Universität der Künste sowie freischaffender Pianist, Komponist, Arrangeur, Liedtexter und Autor.
Seit 2015 ist er Fachgruppenleiter der Studienvorbereitenden Ausbildung (SVA) Musical & Musiktheater der Musikschule Paul Hindemith Neukölln.
Er begleitet Künstler wie Lars Redlich, Nina de Lianin, Samuel Schürmann, Marco A. Billep u. a.

## Werke
- 2007: Warum der dänische Student keinen Wodka von Väterchen Stalin bekam – Musik (UA: BAT Studiotheater Berlin)
- 2008: Die Reiherkönigin – Musik (UA: Maxim Gorki Theater)
- 2014: 1001 Nacht – Buch, Musik und Liedtexte (Gallissas Verlag)
- 2014: Schwestern im Geiste – Orchestration/Arrangements (UA: Neuköllner Oper)
- 2014: Tölpel – Musik und Liedtexte (UA: Da Capo Variete Darmstadt)
- 2014: Peter Pan – Musik und Liedtexte  (UA: Wintergarten)
- 2014: Die Entführung von der Serail – Buch, Musik und Liedtexte (Pegasus Verlag)
- 2015: Die Akte Carmen – Orchestration/Arrangements (UA: Neuköllner Oper)
- 2015: Aladin und das Wunder mit der Lampe – Musik und Liedtexte (UA: Wintergarten)
- 2016: X-Kurzgeschichten das Musical – Buch, Musik, Arrangements und Liedtexte (UA: Kulturstall Schloss Britz)
- 2016: Die Schneekönigin und die Suche nach dem kleinen Glück – Buch, Musik und Liedtexte (UA: Wintergarten)
- 2017: Oh Dio Mio – Arrangements (UA: Queens 45)
- 2017: Die kleine Meerjungfrau – Buch, Musik, Liedtexte (UA: Wintergarten)
- 2018: Der Sandmann – Musik (UA: Theaterwerkstatt Würzburg)
- 2019: Die Wedding-Story – Musik und Liedtexte (UA: Theater 28)
- 2019: Pinocchio – Buch, Musik und Liedtexte (UA: Wintergarten)
- 2021: Sterntaler - Maxi Sternchen zwischen Gut & Böse – Buch, Musik und Liedtexte (UA: Wintergarten)

## Musikalische Leitung
- 2012 Anyone can whistle (DEA, UFA-Fabrik)
- 2013 Grey Gardens (DEA, Villa Elisabeth)
- 2013 My Fair Lady (Sonnentor Theater)
- 2014 Gipsy (Red Rose Club)
- 2014 Taksim Forever (UA, Neuköllner Oper)
- 2014 Höchste Zeit  (Theater am Kurfürstendamm)
- 2015 Höchste Zeit (Tournee Konzertdirektion Landgraf)
- 2016 Höchste Zeit (Theater Heilbronn)
- 2017 Fuck the Facts (UA, Neuköllner Oper)
- 2017 Oh Dio Mio (UA, Queens 45)
- 2017 Kopfkino (Neuköllner Oper)
- 2022/23 Die Bettwurst - Das Musical! (UA, Bar Jeder Vernunft)
- 2024 Blind Date - das Musical (DEA, Theater Grüne Bühne)

## Auszeichnungen
- Pianisten-Preis Bundesgesangswettbewerb 2015